# Cyriel Van Overberghe
Pour les articles homonymes, voir Van Overberghe.
Ne doit pas être confondu avec Cyrille Van Overbergh.
Cyriel Van Overberghe, né le 4 mai 1912 à Bellegem et mort le 28 janvier 1995 à Courtrai, est un coureur cycliste belge, professionnel de 1935 à 1944.

## Palmarès
- 1934
  - Circuit franco-belge
  - 2e de Tourcoing-Dunkerque-Tourcoing
  - 2e de Paris-Somain
- 1935
  - Circuit franco-belge
  - Circuit du Port de Dunkerque
  - Derby du Nord
  - 2e étape du Tour du Nord
  - 2e de Lille-Bruxelles-Lille
  - 3e de Paris-Valenciennes
  - 3e du G.P de la Somme
- 1936
  - Circuit du Morbihan
    - 1re étape
    - Classement Général

  - 3e de Paris-Saint-Étienne
- 1939
  - 2e étape du Tour du Sud-Ouest
  - 2e de Liège-Bastogne-Liège
  - 2e de Paris-Saint-Étienne
  - 5e de Paris-Roubaix
- 1944
  - 3e de GP Westkredit - Omloop der Vlaamse Bergen
  - 3e de Omloop der Vlaamse Ardennen

## Résultats sur le Tour de France
2 participations
- 1936 : 26e à Classement Général
- 1939 : 10e à Classement Général